# 서울행정법원
서울행정법원(서울行政法院)은 서울특별시 소재 행정구역을 관할하는 행정 소송의 제1심 법원이다. 서울특별시 서초구에 있다.
다만, 행정소송법에 따라 경기도 과천시 정부과천청사나 대전광역시 서구 정부대전청사, 세종특별자치시 정부세종청사 등에 위치한 중앙행정기관 등을 피고로 한 재판 또한 서울행정법원에 재판을 제기할 수 있다.

## 역대 법원장
- 송재헌 1998년 3월 ~ 1999년 10월
- 권성 1999년 10월 ~ 2000년 7월
- 박영무 2000년 7월 21일 ~ 2000년 9월 6일
- 고현철 2000년 9월 7일 ~ 2001년 2월 11일
- 홍일표 2001년 2월 12일 ~ 2002년 2월
- 이근웅 2002년 2월 8일 ~ 2003년 2월 11일
- 김상기 2003년 2월 12일 ~ 2004년 2월 10일
- 김인수 2004년 2월 11일 ~ 2005년 2월 13일
- 우의형 2005년 2월 14일 ~ 2005년 11월
- 손용근 2005년 11월~ 2006년 8월
- 이우근 2006년 8월 24일 ~
- 송진현 2008년 2월 13일 ~ 2009년 2년
- 김용균 2009년 2월 ~ 2010년 2월
- 이재홍 2010년 2월 ~ 2011년 2월
- 조병현 2011년 2월 17일 ~ 2012년 2월
- 최완주 2014년 2월 ~ 2015년 2월
- 김문석 2015년 2월 ~ 2017년 2월
- 황병하 2017년 2월 ~ 2018년 2월
- 김용석 2018년 2월 13일 ~ 2020년 2월
- 배기열 2020년 2월 ~ 2022년 2월 20일
- 장낙원 2022년 2월 21일 ~ 2023년 2월 4일
- 김국현 2023년 2월 5일 ~